# Pantodonts
Els pantodonts (Pantodonta) són un subordre (o, segons alguns, un ordre) de mamífers euteris extints. Els pantodonts són ben coneguts del Paleocè de Nord-amèrica i Àsia. Un gènere primerenc, Pantolambda i Alcidedorbignya, visqué durant el Paleocè a Sud-amèrica. Els pantodonts aparegueren a principis del Paleocè amb una mida similar a la d'un gat, però a principis de l'Eocè ja havien esdevingut herbívors de la mida d'una vaca, sent els mamífers terrestres més gran del seu temps. S'extingiren sobtadament a mitjans de l'Eocè.